# 西田ひかるの痛快人間伝 -Dashing life story-
『西田ひかるの痛快人間伝 -Dashing life story-』（にしだひかるのつうかいにんげんでん）は、1991年10月6日から1993年3月18日までNHK総合テレビで放送された全51回の教養番組・ドキュメンタリー番組である。

## 概要
西田ひかるが司会を務めた番組で、毎回各界の著名人や偉人の知られざる一面を取り上げた。西田のほかに、流石組レイナも出演した。
偉人紹介の途中でデビルくんという額縁に入った悪魔がその偉人に対して難癖をつけてくるが、詰めが甘く毎度西田に言い負かされてしまう。
毎回、西田がとりあげる著名人、偉人に因んだアニメゲスト（竹久夢二なら作品モデルのゆめびじん、マリリン・モンローならオスカー人形）が登場する。西田はアニメゲストに突っ込まれる事もあるが、基本的に西田とレイナはアニメゲストの話に同調、共感する。また、デビルくんに対しては、西田、アニメゲストが、（後編からはレイナも加わって）共闘して対抗する。

## 放送時間
放送開始から1992年2月までは日曜 10時 - 10時45分 (JST) に放送されていたが、1992年4月以降は木曜 20時 - 20時45分に放送されるようになった。
木曜日時代、中国地方（広島・岡山・山口・松江・鳥取）では、時折ブロックネット番組（各局持ち回り制作『ふるさとオンステージ』〔北海道の同名番組とは別〕・広島局制作『NHKプロ野球・広島東洋カープ主催ゲーム』等）を放送した関係で、後日の遅れネットとなることがあった。

## テーマ曲
生きてるって素晴らしい（西田ひかる）

## 放送リスト
放送日順の特集人物一覧
- 1991年10月13日 パブロ・ピカソ
- 1991年10月20日 松下幸之助
- 1991年10月27日 ジョン・フォード
- 1991年10月6日 手塚治虫
- 1991年11月10日 ココ・シャネル
- 1991年11月17日 榎本健一
- 1991年11月24日 人見絹枝
- 1991年12月15日 江戸川乱歩
- 1991年12月1日 双葉山
- 1991年12月8日 ジョン・フォン・ノイマン
- 1992年10月15日 宮沢賢治
- 1992年10月22日 ヴィクトル・スタルヒン
- 1992年10月29日 ユーリー・ガガーリン
- 1992年10月8日 与謝野晶子
- 1992年11月12日 マリリン・モンロー
- 1992年11月19日 キング牧師
- 1992年11月26日 竹久夢二
- 1992年11月5日 マキノ省三
- 1992年12月10日 坂本九
- 1992年12月17日 夏目漱石
- 1992年12月3日 アントニオ・ガウディ
- 1992年1月12日 フェルディナント・ポルシェ
- 1992年1月19日 円谷英二[2]
- 1992年1月26日 ウェルナー・フォン・ブラウン
- 1992年2月2日 ジェームス・ディーン
- 1992年2月9日 エルビス・プレスリー
- 1992年4月16日 マーク・トウェイン
- 1992年4月23日 大場政夫
- 1992年4月30日 ジョン・レノン
- 1992年4月9日 アベベ・ビキラ
- 1992年5月14日 アルフレッド・ヒッチコック
- 1992年5月28日 棟方志功
- 1992年5月7日 笠置シヅ子
- 1992年6月11日 本田宗一郎
- 1992年6月18日 白瀬矗
- 1992年6月4日 アンリ・ファーブル
- 1992年7月2日 小泉八雲
- 1992年9月10日 南方熊楠
- 1992年9月17日 古賀忠道
- 1992年9月24日 ベーブ・ルース
- 1992年9月3日 スティーブ・マックイーン
- 1993年1月14日 嘉納治五郎
- 1993年1月21日 アガサ・クリスティー
- 1993年1月28日 サルバドール・ダリ
- 1993年1月7日 ルイ・アームストロング
- 1993年2月18日 マリー・キュリー
- 1993年2月25日 中谷宇吉郎
- 1993年2月4日 古賀政男
- 1993年3月11日 植村直己
- 1993年3月18日 ジャッキー・ロビンソン
- 1993年3月4日 中村清